# Сан Ђовани Лупатото
Сан Ђовани Лупатото (итал. San Giovanni Lupatoto) је насеље у Италији у округу Верона, региону Венето.
Према процени из 2011. у насељу је живело 20038 становника. Насеље се налази на надморској висини од 44 м.

## Становништво
Према резултатима пописа становништва 2011. у општини је живело 24.148 становника.
| 1931. | 1936. | 1951.  | 1961.  | 1971.  | 1981.  | 1991.  | 2001.  | 2011.  |
| ----- | ----- | ------ | ------ | ------ | ------ | ------ | ------ | ------ |
| 8.292 | 9.017 | 10.483 | 13.906 | 17.673 | 18.179 | 20.132 | 21.298 | 24.148 |

## Партнерски градови
- Seyssinet-Pariset